# دی‌تیولان
دی‌تیولان (به انگلیسی: Dithiolane) با فرمول شیمیایی C۳H۶S۲ یک ترکیب شیمیایی با شناسه پاب‌کم ۷۹۰۴۵ است. 